# Clara Vidalis

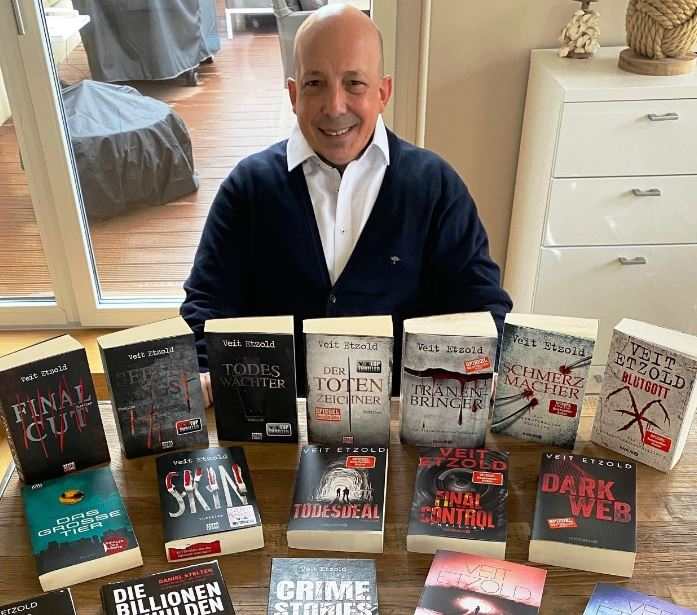
Buchreihe Clara Vidalis

Clara Vidalis ist eine Buchreihe des Autors Veit Etzold um die fiktive Berliner Ermittlerin Clara Vidalis, die 2012 mit dem Roman Final Cut begann.
Die Hauptkommissarin ist beim Landeskriminalamt Berlin (LKA Berlin) in der Pathopsychologie für schwierige Fälle zuständig und kämpft dabei selbst mit einer großen Last aus ihrer Vergangenheit.
Clara Vidalis ist die Protagonistin der insgesamt acht Thriller. Die ersten vier Bücher (2012 bis 2015) erschienen im Verlag Bastei Lübbe, die fünf darauffolgenden Bücher (2017 bis 2024) bei Droemer Knaur.
Die Thriller wurden in folgender Reihenfolge veröffentlicht:
- Final Cut (2012)[1]
- Seelenangst (2013)[11]
- Todeswächter (2014)[12]
- Der Totenzeichner (2015)[13]
- Tränenbringer (2017)[4]
- Schmerzmacher (2018)[14]
- Blutgott (2020)[15][16]
- Höllenkind (2021)[17][6]
- Final Blood (2024)[18]